# Hidróxido de potasio
El hidróxido de potasio (también conocido como potasa cáustica) es un compuesto químico inorgánico de fórmula KOH. Tanto él como el hidróxido de sodio (NaOH) son bases fuertes de uso común. Tiene muchos usos tanto industriales como comerciales. La mayoría de las aplicaciones explotan su reactividad con ácidos y su corrosividad natural. Se estiman en 700 000 a 800 000 toneladas la producción de hidróxido de potasio en 2005 (del NaOH se producen unas cien veces más).
El KOH es notable como precursor de la mayoría de los jabones suaves y líquidos , así como de numerosos productos químicos que contienen potasio. Es un sólido blanco y es peligrosamente corrosivo.

## Propiedades y estructura
El hidróxido de potasio es higroscópico absorbiendo agua de la atmósfera, por lo que termina en el aire libre. Por ello, el hidróxido de potasio contiene cantidades variables de agua (así como carbonatos, ver debajo). Su disolución en agua es altamente exotérmica, con lo que la temperatura de la disolución aumenta, llegando incluso, a veces, al punto de ebullición.
Su masa molecular es de 56,11 g/mol. .

### Jabón
El hidróxido de potasio es especialmente significativo por ser el precursor de la mayoría de jabones suaves y líquidos, así como por estar presente en numerosos compuestos químicos que contienen potasio.
La saponificación de grasas con esta base se utiliza para preparar los correspondientes "jabones de potasio", que son más suaves que los jabones derivados del hidróxido de sodio. Debido a su suavidad y mayor solubilidad, los jabones de potasio necesitan menos agua para licuificarse, y por tanto pueden contener más cantidad de agente limpiador de la que los jabones licuificados basados en sodio posee.

### Estructura
A temperaturas más altas, el KOH sólido cristaliza en la NaCl estructura cristalina. El grupo OH−
 se desordena rápida o aleatoriamente de modo que es efectivamente un anión esférico de radio 1,53 Å (entre Cl−
 y F−
 de tamaño). A temperatura ambiente, los grupos OH−
 están ordenados y el entorno de los centros K+
 está distorsionado, con distancias K+
sOH−
 que oscilan entre 2,69 y 3,15 Å, dependiendo de la orientación del grupo OH. El KOH forma una serie de hidratos cristalinos, a saber, el monohidrato KOH · [[H
2O]], el dihidrato KOH · 2[[H
2O]] y el tetrahidrato KOH · 4[[H
2O]].

## Fabricación
Históricamente, el KOH se fabricaba añadiendo carbonato de potasio a una solución fuerte de hidróxido de calcio (cal apagada).  La reacción de metátesis de la sal da lugar a la precipitación del carbonato de calcio sólido, dejando el hidróxido de potasio en solución:
Ca(OH)
2 + K
2CO
3  →  CaCO
3 + 2 KOH
Al filtrar el carbonato de calcio precipitado y hervir la solución se obtiene hidróxido de potasio ("potasa calcinada o cáustica"). Este método de producción de hidróxido de potasio siguió siendo dominante hasta finales del siglo XIX, cuando fue sustituido en gran medida por el método actual de electrólisis de soluciones de cloruro de potasio. El método es análogo a la fabricación de hidróxido de sodio (véase proceso cloroalcalino):
2 KCl + 2 H
2O  →  2 KOH + Cl
2 + H
2
Se forma gas hidrógeno como subproducto en el cátodo; simultáneamente, se produce una oxidación anódica del ion cloruro, formando gas cloro como subproducto. La separación de los espacios anódico y catódico en la célula de electrólisis es esencial para este proceso.

## Reacciones

### Solubilidad y propiedades desecantes
Unos 121 g de KOH disolución en 100 mL de agua a temperatura ambiente, lo que contrasta con los 100 g/100 mL del NaOH.  Por tanto, en base molar, el NaOH es ligeramente más soluble que el KOH. Los alcoholes de menor peso molecular como el metanol, el etanol y el  propanol también son excelentes disolventes. Participan en un equilibrio ácido-base.  En el caso del metanol se forma metóxido de potasio (metilato):

KOH + CH
3OH  →  CH
3OK + H
2O
Debido a su alta afinidad por el agua, el KOH sirve como desecante en el laboratorio. A menudo se utiliza para secar disolventes básicos, especialmente aminas y piridinas.

### Como nucleófilo en química orgánica
El KOH, como el NaOH, sirve como fuente de OH−
, un anión altamente nucleofílico que ataca  enlaces polares tanto en materiales inorgánicos como orgánicos. KOH acuoso saponifica los ésteres:
KOH + RCOOR'  →  RCOOK + R'OH
Cuando R es una cadena larga, el producto se denomina jabón potásico. Esta reacción se manifiesta por la sensación "grasienta" que da el KOH al tocarlo; las grasas de la piel se convierten rápidamente en jabón y glicerol.
El KOH fundido se utiliza para desplazar haluros y otros grupos salientes. La reacción es especialmente útil para aromáticos reactivos para dar el correspondiente fenols.

### Reacciones con compuestos inorgánicos
Complementariamente a su reactividad frente a los ácidos, el KOH ataca a los óxidos. Así, el SiO2 es atacado por el KOH para dar silicatos potásicos solubles. El KOH reacciona con dióxido de carbono para dar  bicarbonato potásico:
KOH + CO
2  →  KHCO
3

## Usos
El KOH y el NaOH pueden usarse indistintamente para una serie de aplicaciones, aunque en la industria se prefiere el NaOH por su menor coste.

### Catalizador para el proceso de gasificación hidrotérmica
En la industria, el KOH es un buen catalizador para el proceso de gasificación hidrotérmica. En este proceso, se utiliza para mejorar el rendimiento de gas y la cantidad de hidrógeno en el proceso. Por ejemplo, la producción de coque a partir de carbón suele producir muchas aguas residuales de coque. Para degradarla, se utiliza agua supercrítica para convertirla en syngas que contiene monóxido de carbono, dióxido de carbono, hidrógeno y metano. Utilizando adsorción por cambio de presión, podríamos separar varios gases y luego utilizar la tecnología  power-to-gas para convertirlos en combustible. Por otro lado, el proceso de gasificación hidrotérmica podría degradar otros residuos como lodos de depuradora y residuos de fábricas de alimentos.

### Precursor de otros compuestos de potasio
Muchas sales de potasio se preparan mediante reacciones de neutralización con KOH. Las sales de potasio de carbonato, cianuro, permanganato, fosfato, y varios silicatos se preparan tratando los óxidos o los ácidos con KOH. La alta solubilidad del fosfato de potasio es deseable en los fertilizantes.

### Fabricación de jabones blandos
La saponificación de las grasas con KOH se utiliza para preparar los correspondientes "jabones de potasio", que son más suaves que los jabones más comunes derivados del hidróxido de sodio. Debido a su suavidad y mayor solubilidad, los jabones de potasio requieren menos agua para licuarse y, por tanto, pueden contener más agente limpiador que los jabones de sodio licuados.
Las propiedades corrosivas del hidróxido de potasio lo convierten en un ingrediente útil en agentes y preparados que limpian y desinfectar superficies y materiales que pueden resistir por sí mismos la corrosión por KOH.

### Como electrolito

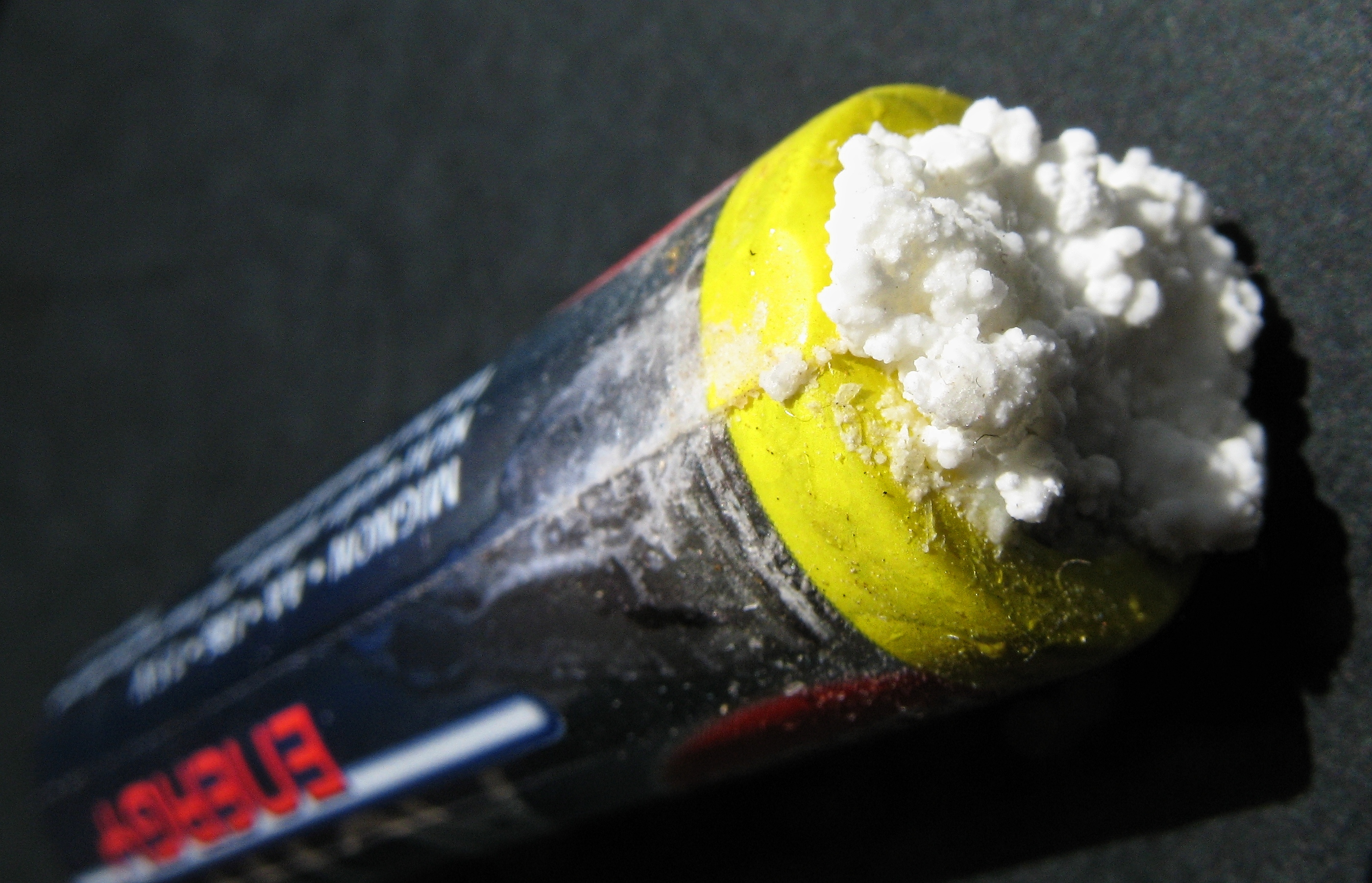
Carbonato de potasio, formado a partir de la solución de hidróxido que se escapa de una pila alcalina

El hidróxido de potasio acuoso se emplea como electrolito en las pilas alcalinas basadas en níquel-cadmio, níquel-hidrógeno y dióxido de manganeso-zinc. Se prefiere el hidróxido de potasio sobre el hidróxido de sodio porque sus soluciones son más conductoras. Las baterías de hidruro de níquel-metal del Toyota Prius utilizan una mezcla de hidróxido de potasio e hidróxido de sodio. Baterías de níquel-hierro también utilizan un electrolito de hidróxido de potasio.
El KOH también se utiliza para la fabricación de chips semiconductores (por ejemplo aguafuerte húmedo anisotrópico).

### Industria alimentaria
En los productos alimentarios, el hidróxido de potasio actúa como espesante alimentario, agente de control del pH y estabilizador alimentario. La FDA lo considera generalmente seguro como ingrediente alimentario directo cuando se utiliza de acuerdo con las Buenas Prácticas de Fabricación. Se conoce en el sistema número E como E525.

### Zoología
Al igual que el hidróxido de sodio, el hidróxido de potasio atrae numerosas aplicaciones especializadas, prácticamente todas ellas basadas en sus propiedades como base química fuerte con su consiguiente capacidad para degradar muchos materiales. Por ejemplo, en un proceso comúnmente denominado "cremación química" o "resomación", el hidróxido de potasio acelera la descomposición de los tejidos blandos, tanto animales como humanos, para dejar sólo los huesos y otros tejidos duros. Los entomólogos que deseen estudiar la estructura fina de la insecto anatomía pueden utilizar una solución acuosa de KOH al 10% para aplicar este proceso.
En la síntesis química, la elección entre el uso de KOH y el uso de NaOH está guiada por la solubilidad o la calidad de conservación de la sal resultante.

### Micología
El hidróxido de potasio (KOH) se utiliza para identificar algunas especies de hongos. Se aplica una solución acuosa de KOH al 3-5% a la carne de un hongo y el investigador observa si el color de la carne cambia o no. Ciertas especies de hongos con branquias, boletes, políporos y líquenes son identificables sobre la base de esta reacción de cambio de color.  Es un procedimiento barato previo al cultivo u otros métodos de identificación en el que se puede observar el hongo y sus estructuras internas.

### Estética
El hidróxido de potasio suele ser el principal ingrediente activo de los "quitacutículas" químicos utilizados en los tratamientos de manicura.
Debido a que las bases agresivas como el KOH dañan la cutícula del eje del pelo, el hidróxido de potasio se utiliza para ayudar químicamente a la eliminación del pelo de las pieles de los animales. Las pieles se ponen en remojo durante varias horas en una solución de KOH y agua para prepararlas para la fase de depilación del proceso de curtido. Este mismo efecto se utiliza también para debilitar el pelo humano como preparación para el afeitado. Los productos para el preafeitado y algunas cremas de afeitar contienen hidróxido de potasio para forzar la apertura de la cutícula del cabello y actuar como agente higroscópico para atraer y forzar la entrada de agua en el tallo del cabello, causando un mayor daño al mismo. En este estado debilitado, el pelo se corta más fácilmente con una cuchilla de afeitar.

## Seguridad
El hidróxido de potasio y sus soluciones son irritantes graves para la piel y otros tejidos.

## Véase  también
- Potasio
- Cal sodada
- Bicarbonato sódico